# Полякова, Ольга Олеговна
О́льга Оле́говна Поляко́ва (род. 23 сентября 1980, Заречный, Пензенская область) — российская легкоатлетка, специалистка по спортивной ходьбе. Выступала за сборную России по лёгкой атлетике в конце 1990-х — начале 2000-х годов, обладательница серебряной медали Кубка мира в командном зачёте, призёрка первенств всероссийского значения, участница летних Олимпийских игр в Сиднее. Представляла Пензенскую область и Мордовию. Мастер спорта России международного класса.

## Биография
Ольга Полякова родилась 23 сентября 1980 года в городе Заречный Пензенской области.
Впервые заявила о себе на международном уровне в сезоне 1999 года, когда вошла в состав российской сборной и выступила на Кубке мира по спортивной ходьбе в Мезидон-Канон — в личном зачёте 20 км заняла 79-е место, при этом россиянки стали вторыми в женском командном зачёте. Будучи студенткой, представляла Россию на Универсиаде в Пальме, где на дистанции 10 км финишировала пятой.
В 2000 году на чемпионате России в Москве выиграла серебряную медаль на дистанции 20 км, установив при этом свой личный рекорд и показав второй лучший результат мирового сезона (1:25.20) — уступила здесь только Татьяне Гудковой из Челябинской области. Благодаря этому удачному выступлению удостоилась права защищать честь страны на летних Олимпийских играх в Сиднее — в конечном счёте сошла с дистанции 20 км, не показав никакого результата.
Завершила спортивную карьеру по окончании сезона 2001 года.
За выдающиеся спортивные достижения удостоена почётного звания «Мастер спорта России международного класса».